# Britta Unsleber
Britta Unsleber (* 25. Dezember 1966 in Darmstadt) ist eine ehemalige deutsche Fußballspielerin.

## Karriere

### Vereine
Unsleber war bereits im Alter von 14 Jahren als Abwehrspielerin für die erste Mannschaft des TSV Eschollbrücken aktiv.
Zur Saison 1984/85 wurde sie vom FSV Frankfurt verpflichtet, für den sie zunächst in der Oberliga Hessen unter dem Dachverband des HFV im Regionalverband Süd Punktspiele bestritt. Als Hessenmeister war ihr Verein für die Endrunde um die Deutsche Meisterschaft qualifiziert und zog am 28. Juni 1986 ins Finale ein. In diesem zur Startformation gehörend, wurde dieses mit 5:0 gegen die SSG 09 Bergisch Gladbach in deren Stadion An der Paffrather Straße vor 2000 Zuschauern gewonnen. 
Ab der Saison 1990/91 spielte sie in der seinerzeit zweigleisigen Bundesliga, aus der ihre Mannschaft als Sieger der Gruppe Süd hervorging. In der sich anschließenden Endrunde um die Deutsche Meisterschaft unterlag sie am 16. Juni 1991 im Siegener Leimbachstadion dem TSV Siegen mit 2:4, wobei sie ihre Mannschaft bereits in der vierten Minuten mit 1:0 in Führung geschossen hatte.
Von 1992 bis 1994 spielte sie für den TSV Siegen. Während ihrer Vereinszugehörigkeit ging ihr Verein beide Male als Sieger der Gruppe Nord hervor; das am 20. Juni 1993 in Limburgerhof gegen den TuS Niederkirchen ausgetragene Meisterschaftsfinale ging mit 1:2 n. V. verloren, das am 10. Juni 1994 in Pulheim gegen Grün-Weiß Brauweiler hingegen wurde mit 1:0 gewonnen. Gegen diese Mannschaft gewann sie ein Jahr zuvor auch den nationalen Vereinspokal nach 6:5 im Elfmeterschießen. Ihren ersten Titel mit dem Verein gewann sie noch vor dem Ligastart 1992 mit dem Gewinn des DFB-Supercups.
Nach Frankfurt am Main zurückgekehrt, bestritt sie noch zwei Saisons für den FSV Frankfurt, mit dem sie 1995 das Double und 1996 nochmal den nationalen Vereinspokal gewann.

### National-/Auswahlmannschaft
Unsleber bestritt 54 Länderspiele für die A-Nationalmannschaft, für die sie 13 Tore erzielte. Sie debütierte als Nationalspielerin am 21. November 1984 in Waalwijk beim 1:1-Unentschieden im Testspiel gegen die Nationalmannschaft der Niederlande und bestritt ihren letzten Einsatz für den DFB am 3. Juli 1993 in Cesenatico bei der 1:3-Niederlage im Spiel um Platz 3 im Rahmen der in Italien ausgetragenen Europameisterschaft. Ferner gehörte sie zum Aufgebot für die 1991 erstmals ausgetragene Weltmeisterschaft, die mit dem mit 0:4 gegen die Nationalmannschaft Schwedens verlorenen Spiel um Platz 3 beendet wurde.
Des Weiteren gewann sie als Spielerin der Auswahlmannschaft des Hessischen Fußball-Verbandes das am 1. April 1990 in Laudenbach ausgetragene Finale um den Länderpokal, der gegen die Auswahlmannschaft des Fußball- und Leichtathletik-Verbandes Westfalen mit dem 4:0-Sieg errungen wurde, wie auch das am 26. Mai 1991 in Feuchtwangen mit dem 6:0-Sieg über die Auswahlmannschaft des Bayerischen Fußball-Verbandes, das am 3. Mai 1992 in Hungen mit dem 1:0-Sieg über die Auswahlmannschaft des Fußball- und Leichtathletik-Verbandes Westfalen und das am 15. April 1995 in Pfingstberg-Hochstädt mit dem 2:0-Sieg über die Auswahlmannschaft des Badischen Fußballverbandes.
Mit dem Wechsel zum TSV Siegen war sie 1993 auch in der Auswahlmannschaft Westfalen vertreten, mit der sie am 23. Mai in Rheine mit 2:1 über die Auswahlmannschaft Hessen ebenfalls den Länderpokal gewann.

## Erfolge
Nationalmannschaft
- Vierter der Weltmeisterschaft 1991
- Vierter der Europameisterschaft 1993

Auswahlmannschaft Hessen
- Länderpokal-Sieger 1990, 1991, 1992, 1995

Auswahlmannschaft Westfalen
- Länderpokal-Sieger 1993

FSV Frankfurt
- Deutscher Meister 1986, 1995
- Hessenmeister 1985, 1986
- DFB-Pokal-Sieger 1985, 1990, 1992, 1995, 1996
- DFB-Supercup-Sieger 1996

TSV Siegen
- Deutscher Meister 1994
- DFB-Pokal-Sieger 1993
- DFB-Supercup-Sieger 1992, -Finalist 1993

## Sonstiges
Nach dem Ende ihrer Spielerkarriere war sie Torwarttrainerin beim Frauen-Regionalligisten Sportfreunde Siegen und während der Saison 2011/12 Trainerassistentin des Vereins.